# Prinz Eitel Friedrich
Le SS Prinz Eitel Friedrich est un paquebot à vapeur de la Norddeutscher Lloyd construit par les chantiers navals AG Vulcan Stettin qui fut mis à l'eau en 1904. Il fut transformé en croiseur auxiliaire de la marine impériale allemande en août 1914. Il a été baptisé du nom d'un des fils de l'empereur Guillaume II, le prince Eitel-Frédéric de Prusse.

## Historique

### Carrière civile
Le paquebot de ligne a été commandé par la Norddeutscher Llyod pour relier l'Allemagne à la Chine et au Japon. Il fait son voyage inaugural le 13 octobre 1904 vers l'Extrême-Orient.
De retour de Shanghai, il s'arrête le 1er août 1914 à Tsingtao (alors concession allemande), dans la baie de Kiaou-Tchéou, pour être armé et transformé en croiseur auxiliaire de la marine impériale. Une partie de l'équipage de la canonnière SMS Luchs vient se joindre à l'équipage du paquebot et son commandant, le korvettenkapitän Max Thierichens, en prend le commandement. Selon le règlement de la marine, les équipages civils devaient en cas de mobilisation générale se soumettre à la discipline militaire en tant qu'engagés volontaires.

### Croiseur auxiliaire
Le navire part de Shanghai le 1er août en direction de la concession allemande de la baie de Kiautschou (Kiaou-Tchéou).
Le navire reçoit au chantier naval de Tsingtao les quatre canons de calibre 10,5 cm des canonnières SMS Tiger et SMS Luchs, plus huit canons de calibre 8,8 cm. Il met le cap le 6 août, avec le petit croiseur SMS Emden, vers l'île Pagan qu'il atteint le 12 août. Une partie de l'escadre d'Extrême-Orient y est ancrée sous les ordres du Vizeadmiral von Spee. Il croise ensuite vers Eniwetok, Majuro, les îles Mariannes, puis il reçoit son charbon du vapeur Mark, paquebot construit l'année précédente pour la Norddeutscher Lloyd.
Le Prinz Eitel Friedrich part à la mi-septembre pour Angaur et prend deux mille tonnes de charbon, le maximum qu'il pouvait prendre à bord. Il doit se porter à la rencontre du SMS Cormoran, mais celui-ci n'apparaît pas, aussi le capitaine Thierichens met-il le cap sur Alexishafen en Nouvelle-Guinée allemande, où il arrive le 28 septembre. Le SMS Cormoran s'est rendu en fait à Guam sans avoir rencontré de navire ennemi, mais il est incarcéré aussitôt par les autorités américaines et se saborde à l'entrée en guerre des États-Unis trois ans plus tard. Le Prinz Eitel Friedrich, quant à lui, n'a plus que cinq semaines de provision de charbon et, sans rencontrer non plus de navire ennemi, décide de mettre le cap sur l'Amérique du Sud et de retrouver les navires de l'escadre d'Extrême-Orient de la marine impériale allemande qui se sont dirigés vers les côtes sud-américaines du Pacifique. Il retrouve finalement une partie de l'escadre à l'île Robinson Crusoe. À l'époque de la bataille de Coronel, le navire est de nouveau en mer. Il retrouve ensuite l'escadre qui a vaincu les Britanniques.
Le Prinz Eitel Friedrich prend seul la mer le 29 novembre 1914 et s'empare le 5 décembre du vapeur anglais Charcas (5 067 BRT) au large de Corral (Chili). La cargaison est débarquée à Papudo près de Valparaiso, puis le croiseur rencontre un bateau français, le Jean (2 207 BRT), le 10 décembre, ce qui lui permet de s'emparer de 3 500 tonnes de charbon. Il coule ensuite le navire de marchandise anglais le Kidalton (1 784 BRT) et arrive à l'île de Pâques le 23 décembre 1914, d'où il repart le 31 décembre en direction du cap Horn. Le 26 janvier 1915, le croiseur s'empare de la cargaison d'un navire de marchandise russe, l’Isabela Browne (1 315 BRT), qui transporte du salpêtre, et le lendemain de deux voiliers qui faisaient route vers l'Angleterre. C'est d'abord le Pierre Loti (2 196 BRT), navire français, et ensuite le William P. Frye (3 605 BRT), navire américain. Ce dernier est le premier bateau américain à avoir été coulé pendant la Première Guerre mondiale. Le navire rencontre encore trente-huit navires de transport marchand et en arraisonne un certain nombre : le Français Jacobsen (2 195 BRT) ; l’Invercoe (1 421 BRT), le 12 février, qui transporte du blé ; puis le 18 février le vapeur britannique Mary Ada Short (3 605 BRT) avec une cargaison de maïs ; le Floride (6 629 BRT), bateau français avec quatre-vingt-six passagers, le 19 février ; le 20 février le Willerby qui se dirigeait vers La Plata. Tous ces navires, une fois la cargaison prise et les passagers évacués, sont coulés. Le navire se retrouve donc avec trois cent cinquante prisonniers et une énorme cargaison ; sa préoccupation majeure est donc de ne pas tomber en mains ennemies et il décide, à court de charbon, de se diriger vers les États-Unis qui sont encore neutres, pour se protéger.
Le Prinz Eitel Friedrich s'est donc emparé en tout de onze navires de marchandises représentant un tonnage de 33 424 BRT qui sont coulés. Le navire arrive au port de Newport News (dans l'État de Virginie) le 11 mars 1915. Il est aussitôt interné. Il est rejoint le 10 avril suivant par un paquebot rapide de la Norddeutscher Lloyd, le Kronprinz Wilhelm qui a lui aussi été transformé en croiseur auxiliaire de la marine de guerre allemande et qui est également interné avec son équipage par les autorités américaines.

### Transport de troupes américaines

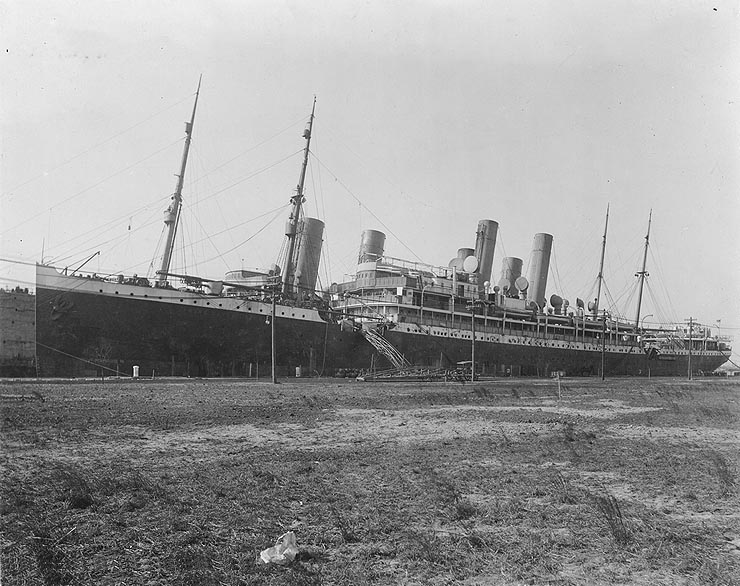
Photographie prise le 28 mars 1917 du Prinz Eitel Friedrich, interné au port de Philadelphie ; derrière lui le Kronprinz Wilhelm

Lorsque les États-Unis entrent en guerre en 1917, ils s'emparent des navires allemands qui sont internés dans les eaux américaines. Le Prinz Eitel Friedrich est rebaptisé l'USS DeKalb et devient transport de troupes. Il fait partie des premiers transports transatlantiques de troupes américaines vers la France, le 14 juin 1917. Au cours des dix-huit mois suivants, le navire aura transporté 11 334 hommes vers le front européen.
Après l'armistice, ce sont 20 332 soldats qui sont transportés par lui en sens inverse vers les États-Unis. Il fait ensuite une carrière civile sous le nom de Mount Clay entre New York et Hambourg pour la United American Lines, jusqu'en 1925, et il est démoli en 1934.

## Source
- (de) Cet article est partiellement ou en totalité issu de l’article de Wikipédia en allemand intitulé « Prinz Eitel Friedrich » (voir la liste des auteurs).